# The Best of the West
The Best of the West è un album di raccolta del gruppo musicale svedese Rednex, pubblicato nel 2002.

## Tracce
1. Cotton Eye Joe (Remix) - 3:33
2. Spirit of the Hawk - 4:01
3. Old Pop in an Oak - 3:31
4. Wish You Were Here - 3:55
5. Are You Strong Enough - 3:42
6. The Way I Mate - 3:37
7. The Song of Silence - 3:39
8. Love Me or Leave Me - 4:04
9. The Devil Went Down to Georgia - 3:35
10. Ride The Hurricane's Eye - 3:18
11. Hold Me for a While - 4:44
12. The Chase - 3:10
13. Cotton Eye Joe - 3:12
14. Rolling Home - 4:41
15. Wild 'N Free - 3:38